# 千厩ショッピングモールエスピア
千厩ショッピングモールエスピア（せんまやショッピングモールエスピア）は、岩手県一関市千厩町にあるショッピングセンター。略称はエスピア。株式会社千厩商業開発が運営する。
ベルプラスせんまや店とサンデー千厩店を核店舗とする。

## 概要
千厩市街地郊外の千厩バイパス沿いにあるショッピングセンターで、東磐井地域では最大規模の商業施設である。 核店舗のベルプラスせんまや店と地元小売店のテナントが入居するエスピア本館と、サンデーをはじめとした別棟の計4棟で構成される。
エスピア本館では、テナントが退去した跡地をイベント広場へ転換し、行政機関や各種団体が主催するイベントを多数開催している。毎年2月には、千厩酒のくら交流施設をメイン会場とする「せんまやひなまつり」の開催に合わせ、大規模なひな壇の展示が催されている。

## 沿革
エスピアが開業するきっかけとなったのは、千厩町における商業にある。千厩町は古くから沿岸部と内陸部の交易中継地として、また東磐井郡の拠点として栄え、商店街は5つも形成された。なかでも本町商店街には、郡内唯一となる百貨店「東愛デパート」が1971年に開業し、より一層の賑わいを見せていた。しかし1980年代に差し掛かると道路網の整備やモータリゼーション化が進み、客が一関市や気仙沼市へ流出した。これに加え、千厩バイパス沿いには町外に拠点を持つ商業施設が続々と進出していた。商業環境の変化により商店街が衰退することへの危機感を持った地元商業者の有志は、対抗策として1996年に運営元となる千厩商業開発を立ち上げた。
千厩字東小田地内の国道284号（千厩バイパス）沿いを建設場所に定め、約18,200平方メートルの敷地を整備。敷地中央にエスピア本館を設け、本館の周辺には単独テナントの建物を配置。駐車場は500台分を整備した。一連の事業費は約10億円にのぼった。
当初は1998年9月の開店を予定していたが、約半年後の1999年4月に開店した。開店後は順調な滑り出しをみせ、1年後の2000年3月末までに170万人以上が来客し、千厩商業開発の想定を大幅に上回った。一関地域や西磐井郡、宮城県北部など遠方からの利用もみられる中、郡内からの利用が全体の9割にのぼった。

### 年表
- 1996年（平成8年） - 千厩商業開発が発足[5]。
- 1999年（平成11年）4月8日 - 千厩商業開発運営の「千厩ショッピングモールエスピア」として開店[18]。核店舗はハマダせんまや店とサンデー千厩店[1]。
- 2009年（平成21年）11月14日 - 障がい者福祉サービス事業所 室蓬館が飲食店「フードコートラッキー」を出店[19]。
- 2017年（平成29年）12月 - ゲームセンターのテナント跡地にクリニック・薬局が開業[20]。
- 2021年（令和3年）10月 - エスピア本館でのフリーWiFiサービスを開始[21]。
- 2023年（令和5年）6月1日 - 一部店舗を除き、エスピア本館内の専門店の営業終了時間を20時から19時に繰り上げ[22]。

## フロアとテナント

### フロア概要
核店舗のベルプラスせんまや店・サンデー千厩店と15の専門店で構成される。エスピア本館は、ハートビル法の認定を受けている。

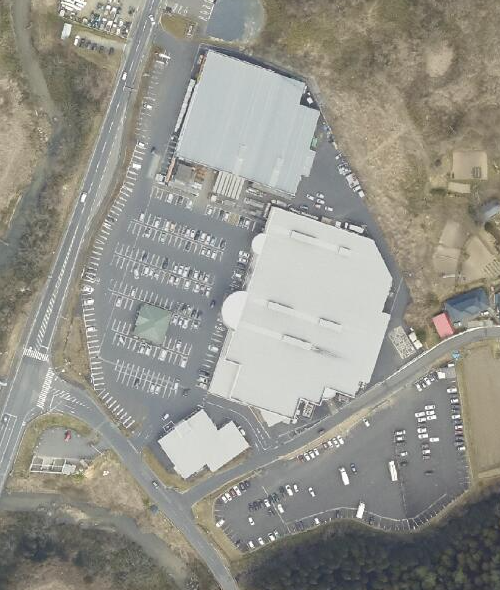
千厩ショッピングモールエスピアの空中写真。上から順にサンデー、エスピア本館、マツヤデンキで、緑の建物はめん道。写真下の駐車場（第2駐車場）との間には市道が走る。2020年撮影。

### 主なテナント
ファッション・雑貨
- ラスコリナス（レディスファッション）
- CanCan（100円ショップ）

フード・グルメ
- ベルプラス（スーパーマーケット）

サービス・その他
- カメラのオガタ（写真）
- 菜の花クリニック（クリニック）
- ZEN（美容室）

#### 別棟
- めん道（麺料理）
- サンデー（ホームセンター）
- マツヤデンキ（家電）

※テナント情報は2025年6月時点
出店テナント全店の一覧詳細情報は公式サイト「専門店・フロアマップ」を、営業時間およびアクセス情報の詳細は公式サイト「アクセス情報」を参照。

## アクセス

### 鉄道
- JR大船渡線 千厩駅から徒歩で約36分

### バス
- 「エスピア」停留所（一関市営バス）から徒歩すぐ
- 「西小田工業団地入口」停留所（岩手県交通）から徒歩で約2分

### 自動車
- 一関市中心部から国道284号経由で約30分
- 宮城県気仙沼市中心部から国道284号経由で約30分

## 周辺
- 日ピス岩手 千厩工場
- 一関市千厩浄化センター
- コメリハード＆グリーン 千厩店